# Triskelion
Triskelion ali triskel je motiv, sestavljen iz trojne spirale, ki kaže rotacijsko simetrijo. Spiralno oblikovanje lahko temelji na prepletanju Arhimedove spirale ali predstavlja tri skrite človeške noge.
Oba izraza sta iz grščine τρισκέλιον, triskelion ali τρισκελής, triskeles, dob. »tri noge«., iz predpone τρι-, tri, dob. »trikrat« + σκέλος, skelos, dob. »noga«
Triskelion je tradicionalni simbol Sicilije, kjer se imenuje trinacria. in otoka Man.

## Neolitik, bronasta in železna doba v Evropi
Triskelionski simbol se pojavlja v mnogih zgodnjih kulturah, najprej na Malti (4400-3600 pr. n. št.) in v astronomskem koledarju na znameniti megalitski grobnici Newgrange na Irskem, ki je bila zgrajena okoli 3200 pr. n. št. , Mikenski posodi, na kovancu v Likiji in na staterju Pamfilije (pri Aspendu, 370-333 pr. n. št.) in Pizidiji. Izgleda kot heraldični emblem na vojaškem ščitu, prikazan na grški keramiki. 
Triskelion je starodaven simbol Sicilije z glavo Gorgone, katere lasje so kače, iz katerih izžarevajo tri noge, ki so upognjene v kolenu. Simbol sega v leto, ko je bila Sicilija del  Magne Graecie, kolonialne razširitve Grčije zunaj Egejskega morja.  Plinij Starejši pripisuje izvor triskeliona Siciliji glede na trikotno obliko otoka, starodavna trinacria (iz grških tri- (tri) in akra (konec, okončine)), ki je sestavljena iz treh velikih rtov enako oddaljenih iz vsakega, ki kažejo v svoje smeri, katerih imena so bila Pelorus, Pachynus in Lilybæum.
Keltski simbol treh povezanih spiral je morda imel trojni pomen, podoben posnetkom, ki ležijo za triskelionom. Trojni spiralni motiv je neolitski simbol v zahodni Evropi. Čeprav je priljubljen kot "keltski" simbol, je v resnici predkeltski.  Izklesan je v kamnito rombasto skalo blizu glavnega vhoda v prazgodovinskem spomeniku Newgrange v grofiji Meath na Irskem. Newgrange je bil zgrajen okoli 3200 pr. n. št., pred keltskim prihodom na Irsko, vendar je že dolgo vključen v keltsko kulturo. Simbol najdemo tudi na skalah kulture Castro v Galiciji in v severni Portugalski (v antičnih časih je bila del južne Galicije).

## Uporaba v Aziji
Tradicionalne azijske različice triskeliona so japonski tomoe, tibetanski budistični gankyil in korejski taegeuk

## Modernna uporaba
Triskelion je na pečatu Ministrstva za promet Združenih držav Amerike (United States Department of Transportation).
Triskelionska oblika je osnova za oznako Irskega zračnega korpusa (Irish Air Corps)  in logotip za distribucijo Trisquel Linux.
Triskelion se uporablja kot pečat bratovščine Tau Gamma Phi in njegovih ženskih nasprotnikov Tau Gamma Sigma. Člani Tau Gamma Phi bratovščine se imenujejo Triskelion in Lady Triskelion članice ženskega študentskega društva  Tau Gamma Sigma. 
Trikolelna oblika je bila uporabljena pri oblikovanju RCA-jevega "Spider" 45-rpm adapterja, priljubljenega plastičnega adapterja za vinilne plošče, ki omogoča večje plošče od 45 vrtljajev na minuto (običajno se uporablja na 7" posameznih in EP-jih), da se vrtijo na gramofonu, namenjenemu za manjših zapise 33-1 / 3 vrtljajev na sredini (standard za 10" in 12" LP). Zasnova je bila praktična, trije ukrivljeni kraki pa zagotavljajo enakomerno izvor in s tem držijo luknjo na sredini. Ta ikonična oblika Spiderja je bila uveljavljena kot priljubljen simbol za predvajanje in glasbene navdušence. 
Eden od najpogosteje uporabljenih simbolov skupnosti BDSM je izpeljava triskelionske oblike v krogu. 
Perjanica bretonskega nogometnega kluba En Avant de Guingamp združuje zastavo Bretanje, barve ekipe in trojni spiralni triskelion.

## Rekonstrukcionisti in neopogani
Triskelion, navadno sestavljen iz spiral, pa tudi "rogatega triskeliona", uporabljajo nekateri politeistični rekonstrukcionistične in neopoganske skupine. Kot keltski simbol ga uporabljajo predvsem skupine s keltsko kulturno usmeritvijo, manj pogosto pa jih lahko najdemo tudi v različnih eklektičnih ali sinkretičnih tradicijah, kot je neopoganstvo. Spiralni triskelion je eden glavnih simbolov keltskega rekonstrukcionističnega poganstva. Keltski rekonstrukcionisti uporabljajo simbol, ki predstavlja različne triplikacije v svoji kozmologiji in teologiji. Je tudi prednostni simbol zaradi svoje povezave z bogom Manannán mac Lir.

## Pojav v naravi
Endocitni protein klatrin ima obliko triskeliona.

## Galerija
- Sicilski triskelion iz minojske dobe (Arheološki muzej Agrigento)
- Keltski triskelion iz treh stiliziranih ptičjih glav z zavojem v sredini
- Različica neolitskega simbola trojne spirale
- Triskelionska spirala, najdena  v keltski umetnosti in občasno krščanski simbol Svete trojice
- Triskelion v cerkvenem oknu
- Emblem BDSM skupnosti.
- Znak Irish Air Corps. Moderna interpretacija keltskega triskeliona
- Solarni emblem Inguša predstavlja ne samo sonce in vesolje, ampak tudi zavedanje o enotnosti duha v preteklosti, sedanjosti in prihodnosti.
- Železnodobni triskelion Castro kulture, ponovno uporabljen v skednju. Airavella, Allariz, Galicija
- Pečat United States Department of Transportation.
- Grb Füssena
- Slinger stoji levo, triskelion desno. Hrbtna stran starega grškega srebrnega starterja iz Aspendosa, Pamfilija.
- Triskelion in spirale na galicijski ogrlici.
- Korejski tribarvni Taegeuk
- Zastava južnoafriškega odporniškega gibanja
- Logo Trisquel GNU/Linux
- Triskelion v tlaku parka v Tokiu na Japonskem.
- 45 RPM plastični adapter za gramofon.
- Hidari Gomon 左御紋, simbol kraljeve družine in kraljestva Rjukju